# Équipe de Croatie féminine de handball
Maillots
Dernière mise à jour : 2 décembre 2013.
L'équipe de Croatie féminine de handball représente la Fédération croate de handball lors des compétitions internationales, notamment aux tournois olympiques et aux championnats du monde.

## Parcours détaillé

### Jeux olympiques
| Année     | Rang                     | J                        | G                        | N                        | P                        | BP                       | BC                       |
| --------- | ------------------------ | ------------------------ | ------------------------ | ------------------------ | ------------------------ | ------------------------ | ------------------------ |
| 1976–1988 | Membre de la Yougoslavie | Membre de la Yougoslavie | Membre de la Yougoslavie | Membre de la Yougoslavie | Membre de la Yougoslavie | Membre de la Yougoslavie | Membre de la Yougoslavie |
| 1992      | Non qualifiable          | Non qualifiable          | Non qualifiable          | Non qualifiable          | Non qualifiable          | Non qualifiable          | Non qualifiable          |
| 1996      | Non qualifié             | Non qualifié             | Non qualifié             | Non qualifié             | Non qualifié             | Non qualifié             | Non qualifié             |
| 2000      | Non qualifié             | Non qualifié             | Non qualifié             | Non qualifié             | Non qualifié             | Non qualifié             | Non qualifié             |
| 2004      | Non qualifié             | Non qualifié             | Non qualifié             | Non qualifié             | Non qualifié             | Non qualifié             | Non qualifié             |
| 2008      | Non qualifié             | Non qualifié             | Non qualifié             | Non qualifié             | Non qualifié             | Non qualifié             | Non qualifié             |
| 2012      | 07e (sur 12)             | 6                        | 4                        | 0                        | 2                        | 167                      | 140                      |
| 2016      | Non qualifié             | Non qualifié             | Non qualifié             | Non qualifié             | Non qualifié             | Non qualifié             | Non qualifié             |
| 2020      | Non qualifié             | Non qualifié             | Non qualifié             | Non qualifié             | Non qualifié             | Non qualifié             | Non qualifié             |
| 2024      | À venir                  | À venir                  | À venir                  | À venir                  | À venir                  | À venir                  | À venir                  |
| 2028      | À venir                  | À venir                  | À venir                  | À venir                  | À venir                  | À venir                  | À venir                  |
| Total     | 1/7                      | 6                        | 4                        | 0                        | 2                        | 167                      | 140                      |

| Année     | Rang                     | J                        | G                        | N                        | P                        | BP                       | BC                       |              |
| --------- | ------------------------ | ------------------------ | ------------------------ | ------------------------ | ------------------------ | ------------------------ | ------------------------ | ------------ |
| 1957–1990 | Membre de la Yougoslavie | Membre de la Yougoslavie | Membre de la Yougoslavie | Membre de la Yougoslavie | Membre de la Yougoslavie | Membre de la Yougoslavie | Membre de la Yougoslavie |              |
| 1993      | Non qualifiable          | Non qualifiable          | Non qualifiable          | Non qualifiable          | Non qualifiable          | Non qualifiable          | Non qualifiable          |              |
| / 1995    | 10e (sur 20)             | 8                        | 5                        | 0                        | 3                        | 188                      | 175                      |              |
| 1997      | 06e (sur 24)             | 9                        | 7                        | 0                        | 2                        | 249                      | 189                      |              |
| / 1999    | Non qualifié             | Non qualifié             | Non qualifié             | Non qualifié             | Non qualifié             | Non qualifié             | Non qualifié             | Non qualifié |
| 2001      | Non qualifié             | Non qualifié             | Non qualifié             | Non qualifié             | Non qualifié             | Non qualifié             | Non qualifié             | Non qualifié |
| 2003      | 14e (sur 24)             | 5                        | 2                        | 0                        | 3                        | 142                      | 122                      |              |
| 2005      | 11e (sur 24)             | 8                        | 3                        | 0                        | 5                        | 250                      | 228                      |              |
| 2007      | 09e (sur 24)             | 8                        | 3                        | 1                        | 4                        | 237                      | 224                      |              |
| 2009      | Non qualifié             | Non qualifié             | Non qualifié             | Non qualifié             | Non qualifié             | Non qualifié             | Non qualifié             | Non qualifié |
| 2011      | 07e (sur 24)             | 9                        | 6                        | 0                        | 3                        | 266                      | 220                      |              |
| 2013      | Non qualifié             | Non qualifié             | Non qualifié             | Non qualifié             | Non qualifié             | Non qualifié             | Non qualifié             | Non qualifié |
| 2015      | Non qualifié             | Non qualifié             | Non qualifié             | Non qualifié             | Non qualifié             | Non qualifié             | Non qualifié             | Non qualifié |
| 2017      | Non qualifié             | Non qualifié             | Non qualifié             | Non qualifié             | Non qualifié             | Non qualifié             | Non qualifié             | Non qualifié |
| 2019      | Non qualifié             | Non qualifié             | Non qualifié             | Non qualifié             | Non qualifié             | Non qualifié             | Non qualifié             | Non qualifié |
| 2021      | À venir                  | À venir                  | À venir                  | À venir                  | À venir                  | À venir                  | À venir                  | À venir      |
| / 2023    | À venir                  | À venir                  | À venir                  | À venir                  | À venir                  | À venir                  | À venir                  | À venir      |
| / 2025    | À venir                  | À venir                  | À venir                  | À venir                  | À venir                  | À venir                  | À venir                  | À venir      |
| 2027      | À venir                  | À venir                  | À venir                  | À venir                  | À venir                  | À venir                  | À venir                  | À venir      |
| Total     | 6/13                     | 47                       | 26                       | 1                        | 20                       | 1332                     | 1158                     |              |

| Année  | Rang         | J            | G            | N            | P            | BP           | BC           |
| ------ | ------------ | ------------ | ------------ | ------------ | ------------ | ------------ | ------------ |
| 1994   | 05e (sur 12) | 6            | 4            | 0            | 2            | 115          | 118          |
| 1996   | 06e (sur 12) | 6            | 3            | 0            | 3            | 138          | 143          |
| 1998   | Non qualifié | Non qualifié | Non qualifié | Non qualifié | Non qualifié | Non qualifié | Non qualifié |
| 2000   | Non qualifié | Non qualifié | Non qualifié | Non qualifié | Non qualifié | Non qualifié | Non qualifié |
| 2002   | Non qualifié | Non qualifié | Non qualifié | Non qualifié | Non qualifié | Non qualifié | Non qualifié |
| 2004   | 13e (sur 16) | 3            | 1            | 0            | 2            | 82           | 89           |
| 2006   | 07e (sur 16) | 6            | 3            | 0            | 3            | 141          | 143          |
| 2008   | 06e (sur 16) | 7            | 3            | 0            | 4            | 208          | 201          |
| / 2010 | 09e (sur 16) | 6            | 3            | 0            | 3            | 152          | 167          |
| 2012   | 13e (sur 16) | 3            | 1            | 0            | 2            | 65           | 69           |
| / 2014 | 13e (sur 16) | 3            | 1            | 0            | 2            | 83           | 83           |
| 2016   | 16e (sur 16) | 3            | 0            | 0            | 3            | 68           | 97           |
| 2018   | 16e (sur 16) | 3            | 0            | 0            | 3            | 59           | 83           |
| 2020   | En cours     | En cours     | En cours     | En cours     | En cours     | En cours     | En cours     |
| / 2022 | À venir      | À venir      | À venir      | À venir      | À venir      | À venir      | À venir      |
| / 2024 | À venir      | À venir      | À venir      | À venir      | À venir      | À venir      | À venir      |
| Total  | 11/14        | 46           | 19           | 0            | 27           | 1111         | 1193         |

### Jeux méditerranéens
- 1993 :  Vainqueur
- 1997 :  Finaliste
- 2005 :  3e place
- 2009 : 6e place
- 2013 :  3e place
- 2018 : Non qualifiée
- 2022 : À venir
- 2026 : À venir

## Joueuses célèbres
- Andrea Kobetić (Penezić), élue meilleure arrière gauche du Championnat du monde 2011